# گنجدر
گنجدر، روستایی تاریخی از توابع بخش زند شهرستان ملایر در استان همدان ایران است،مردم این دیار از قوم لر هستند و به زبان لری به گویش ملایری صحبت می‌کنند.

## جمعیت
این روستا در دهستان کمازان علیا قرار دارد و براساس سرشماری مرکز آمار ایران در سال ۱۳۹۵، جمعیت آن ۱۰۵ نفر (۳۷خانوار) بوده‌است.